# Ousmane Dembélé
Masour Ousmane Dembélé (pronunciación en francés: /masuʁ usman dɛmbele/; Vernon, Eure, 15 de mayo de 1997) es un futbolista francés que juega de delantero en el Paris Saint-Germain F. C. de la Ligue 1.
Inició su carrera en Rennes previamente a unirse al Borussia Dortmund en 2016. Ganó la Copa de Alemania con die Borussen en la temporada 2016-17, anotando un gol en la final. Un año después, se trasladó al Barcelona por una tarifa inicial de 105 millones de euros, convirtiéndose en ese momento en el segundo futbolista más caro de la historia junto a su compatriota Paul Pogba. Posteriormente, ganó el doblete de La Liga y la Copa del Rey en una primera temporada plagada de lesiones en España.

## Trayectoria

### Stade Rennais F. C.

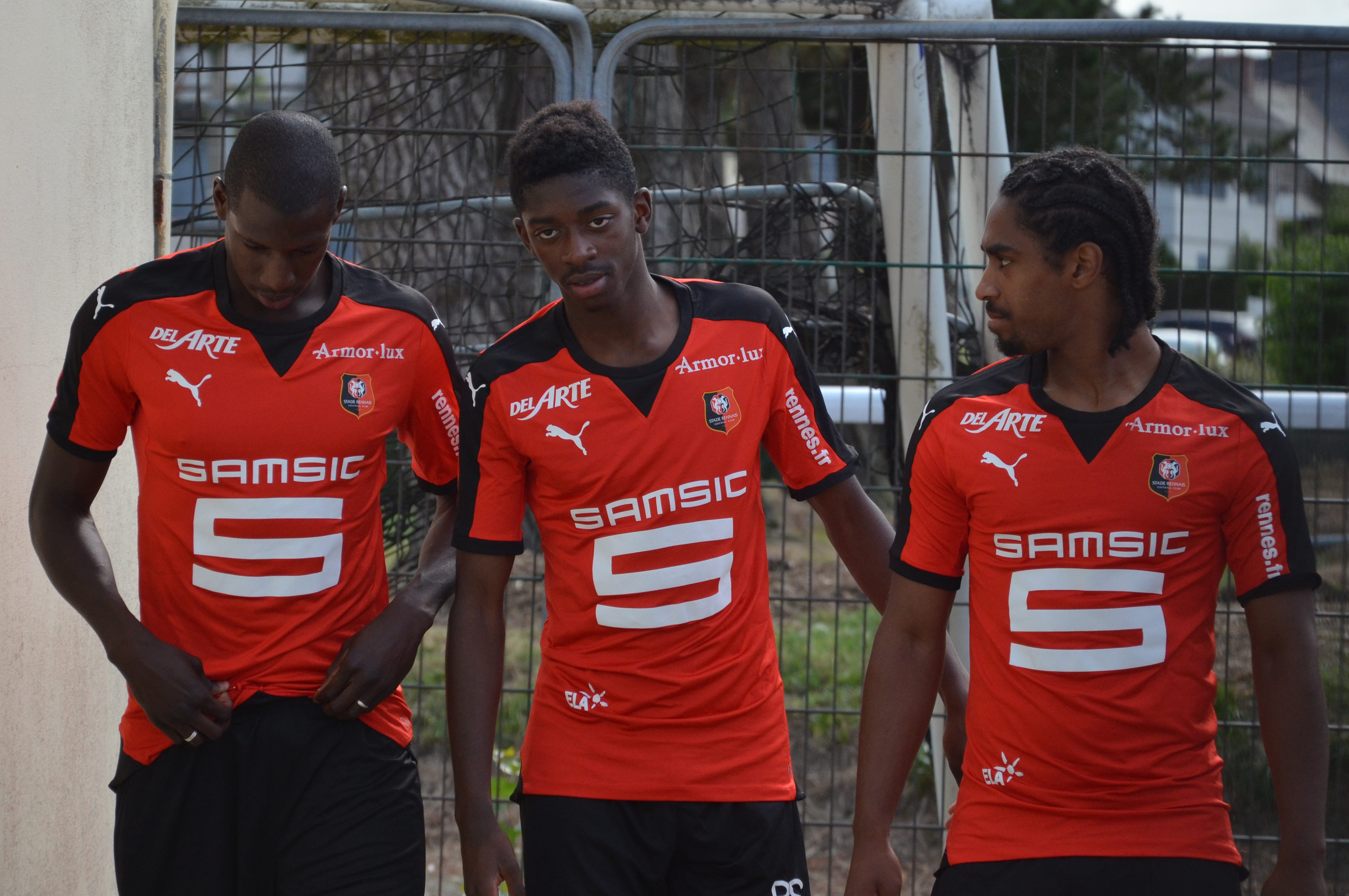
Ousmane Dembélé (al centro), en compañía de Abdoulaye Doucouré (a izquierda) y Wesley Saïd (a derecha.)

Comenzó a jugar a fútbol en las filas del Madeleine Évreux, entre 2004 y 2009.
En 2010 se incorporó a la cantera del Stade Rennais procedente del Évreux FC 27, donde había jugado durante un año.
El 6 de septiembre de 2014 debutó con el filial, el Stade Rennais II, en un encuentro del Championnat National 2. Poco más de dos meses después anotó su primer tanto con el equipo reserva, llegando a finalizar la temporada con trece goles en dieciocho partidos. El 1 de octubre de 2015 firmó su primer contrato profesional con el club galo, después de varios meses de negociación donde se llegó a especular con un posible traspaso al Red Bull Salzburgo.

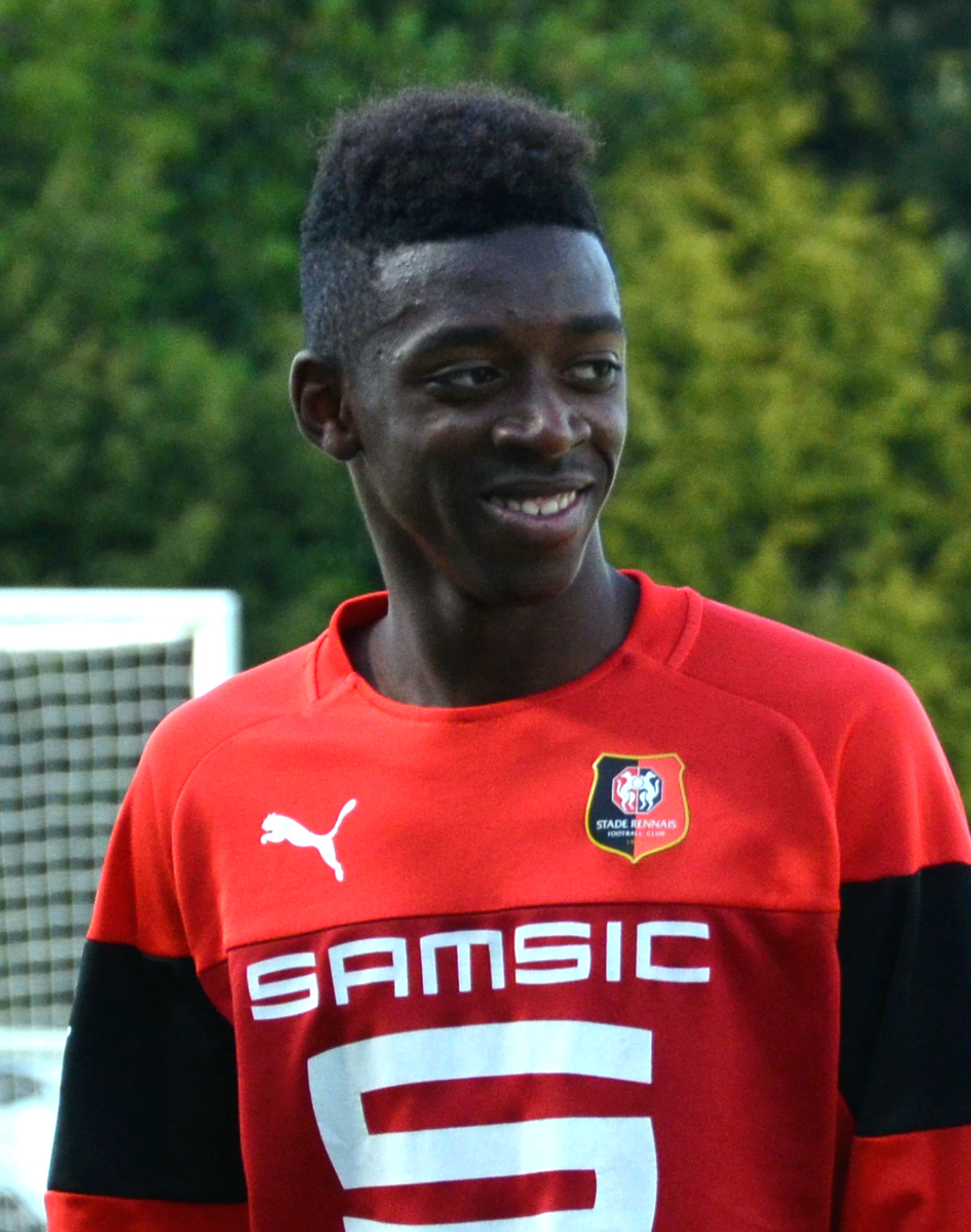
Dembélé con Rennes en 2015.

El 6 de noviembre de 2015 debutó en Ligue 1 sustituyendo a Kamil Grosicki en los minutos finales del partido ante el Angers SCO en el estadio Jean-Bouin.
Dos semanas después anotó su primer tanto en Ligue 1, en su primera titularidad, en el empate a dos ante el Girondins Bourdeaux en Roazhon Park.
El 6 de marzo logró un triplete en el triunfo por 4 a 1 ante el Nantes en apenas 45 minutos.
Dembélé acabó su primera temporada como profesional con doce goles y cinco asistencias, despertando el interés en contratarle de otros clubes europeos.

### Borussia Dortmund

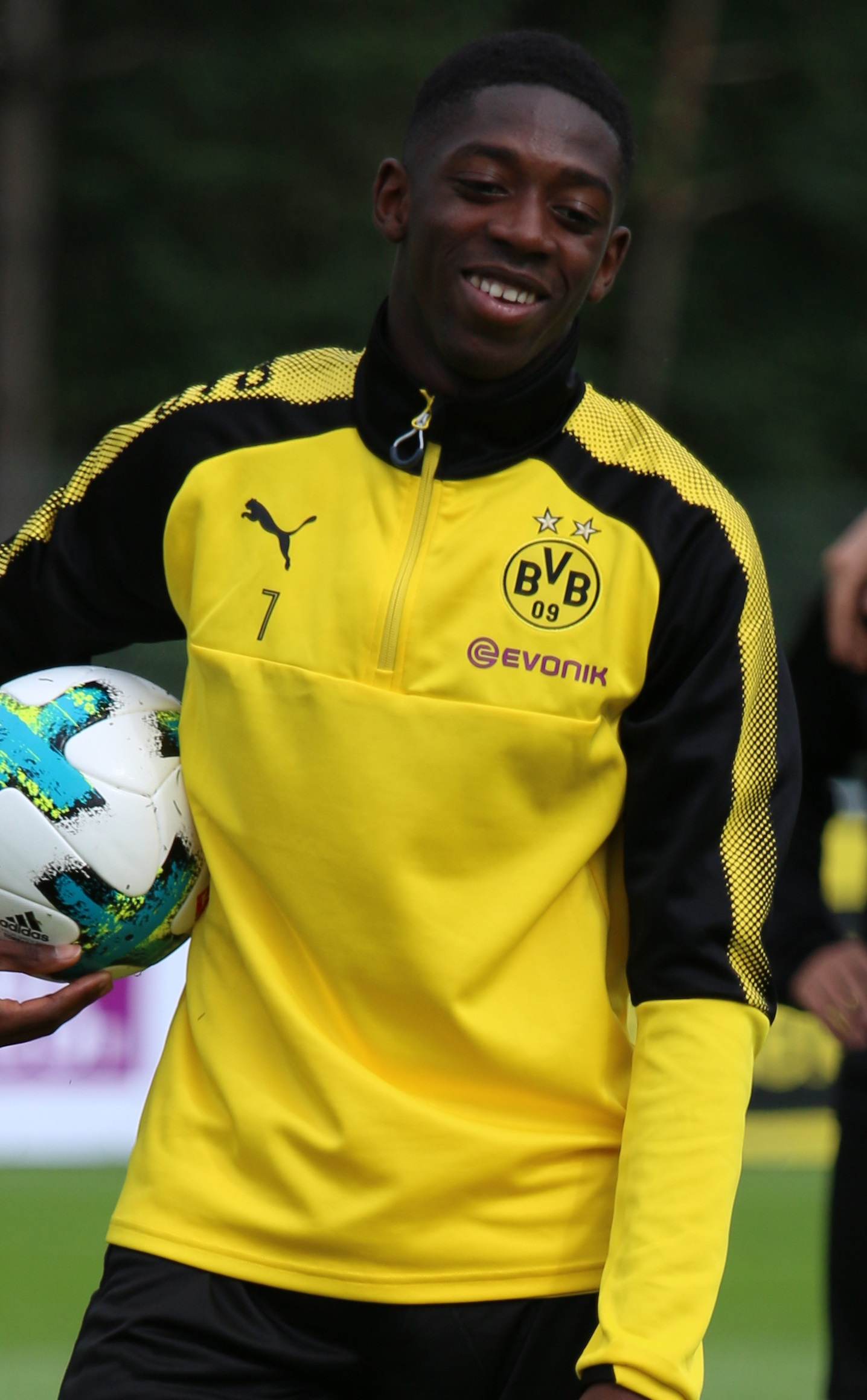
Dembele entrenando con el Borussia Dortmund en 2017.

El 12 de mayo de 2016, Dembélé firmó un contrato de cinco años con el club alemán Borussia Dortmund, que no se haría efectivo hasta el 1 de julio. El precio del traspaso se estipuló en unos 15 millones de euros.
El 14 de agosto hizo su debut como titular en la derrota por 2-0 ante el Bayern Munich en la Supercopa de Alemania. Su primer gol lo marcaría el 20 de septiembre en la goleada a domicilio por 1 a 5 sobre el Wolfsburgo en Bundesliga. El 22 de noviembre marcaría su primer tanto en Liga de Campeones, además de dar tres asistencias, en el histórico triunfo de su club por 8 a 4 ante el Legia de Varsovia. El 26 de abril anotó el gol de la victoria y asistió en otro en la remontada ante el Bayern de Múnich (2-3) en las semifinales de la Copa de Alemania. El 27 de mayo convirtió el primer gol del partido de la final de la Copa de Alemania tras una excelente acción individual. En su primera campaña en el fútbol alemán repartió 21 asistencias y logró diez tantos, siendo uno de los futbolistas más destacados del equipo dirigido por Thomas Tuchel.

### F. C. Barcelona

#### Temporada 2017-18
El 24 de agosto de 2017 durante el sorteo de la Liga de Campeones de la UEFA 2017-18 llevado a cabo en Mónaco, los dirigentes del Borussia Dortmund, después de varias semanas de intensas negociaciones, lograron llegar a un acuerdo con el F. C. Barcelona para el traspaso de Dembélé por una cifra de 145 millones de euros, que se componen de 105 millones fijos y 40 millones en variables. El contrato sería de cinco años. Al día siguiente, se oficializó este fichaje, siendo el más caro de la historia del fútbol francés, desplazando así a la adquisición de Paul Pogba por parte del Manchester United F. C. en 2016. Semanas antes, el joven futbolista francés se había declarado en rebeldía, sobre todo, tras la marcha de Neymar al París Saint-Germain F. C.
El 9 de septiembre de 2017 debutó en la goleada 5-0 ante el Real Club Deportivo Espanyol, sustituyendo a Gerard Deulofeu, logrando dar una asistencia a Luis Suárez en el minuto 90. El 12 de septiembre disputó su primer partido como titular en la Liga de Campeones con el club azulgrana jugando 70 minutos contra la Juventus FC. El 16 de septiembre cayó lesionado en su primer partido como titular en Primera División, por una rotura en el tendón del bíceps femoral de su pierna izquierda, de la que fue operado, y que le tuvo más de tres meses de baja. Diez días después de su regreso, volvió a sufrir una nueva lesión muscular.
El 14 de marzo de 2018 marcó su primer gol con el F. C. Barcelona en el partido de vuelta de la Liga de Campeones contra el Chelsea Football Club al minuto 20, anotando el 2 - 0 parcial. El 17 de abril anotó su segundo tanto, y su primer gol en Liga, frente al Celta de Vigo. El 21 de abril, entró en el minuto 82 sustituyendo a Philippe Coutinho en la final de la Copa del Rey 2018 que finalizó 5 a 0, ganando su primer título con la camiseta blaugrana y solo ocho días después ganó la Liga 2017-18 después de vencer 2-4 al Deportivo de La Coruña, donde jugó como titular. El 9 de mayo marcó su primer doblete en Liga, frente al Villarreal en un triunfo por 5-1.

#### Temporada 2018-19

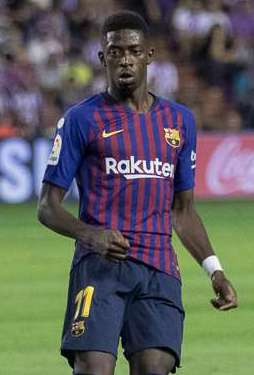
Dembélé con el F. C. Barcelona en 2019

El 12 de agosto de 2018 marcó el gol definitivo en la final de la Supercopa de España 2018 ante el Sevilla F. C. (2-1) con un potente disparo en el minuto 79. Después de ese tanto, siguió marcando goles decisivos: ante el Real Valladolid y la Real Sociedad. También anotó en las goleadas del equipo contra el Huesca y el PSV Eindhoven. A partir de octubre perdió su sitio en el equipo en favor de Coutinho. A pesar de ello, el francés siguió anotando goles decisivos saliendo desde el banquillo: el del empate contra el Rayo Vallecano o el del empate contra el Atlético de Madrid.
El 8 de diciembre firmó, ya como titular, uno de los goles en la victoria por 0 a 4 ante el R. C. D. Espanyol. Un día después, llegó con dos horas de retraso al entrenamiento, por lo que fue multado con 100 000 euros. Sin embargo, Ernesto Valverde confió en él y le mantuvo en el once titular a lo que el joven futbolista respondió con varios goles: ante el Tottenham y el Celta. También, en el partido de vuelta de octavos de Copa del Rey contra el Levante, anotó dos goles decisivos para que el equipo remontara y lograra pasar la eliminatoria. Sin embargo, en el partido ante el Leganés, sufrió un esguince en el tobillo izquierdo, cuando había marcado el primer gol del partido y estaba realizando una gran actuación, que le tuvo 15 días de baja. En su primer Clásico como titular, en el Bernabéu, dio las asistencias de los dos primeros goles que permitieron clasificar al Barcelona (0-3) a la final de la Copa del Rey, que finalmente ganó el Valencia C. F.

#### Temporada 2019-20
Para la nueva temporada sufrió una nueva lesión en el muslo que lo apartó de la actividad alrededor de un mes. Reapareció a finales del mes de septiembre y recuperaría un buen nivel hasta que de nuevo en noviembre tuvo otra lesión. Forzando en su reaparición para el mes de febrero le provocó una lesión aún mayor y por la que tuvo que operarse nuevamente con un período de baja de seis meses.
El 27 de septiembre de 2020 reapareció en el minuto 69 de la victoria por 4-0 sobre el Villarreal C. F. en Liga, diez meses exactos después de su último partido oficial como azulgrana. Los primeros goles de la temporada los marcó en la Liga de Campeones ante el Ferencváros T. C., al que también marcó en el partido disputado en Hungría, y la Juventus F. C. Su primer gol en la Liga 2020-21 lo marcó en la 9.ª jornada ante el Real Betis Balompié que sirvió para abrir el marcador en el triunfo por 5-2. El 27 de febrero de 2021 marcó el primero en la victoria del Barça 0-2 sobre el Sevilla F. C. en Liga. Cuatro días después, volvió a marcarle al conjunto andaluz en el triunfo por 3-0 en la vuelta de la semifinal de la Copa del Rey, pasando a la final. El 21 de marzo metió otro tanto en la victoria por 1-6 sobre la Real Sociedad en Liga. El 5 de abril anotó el tanto del triunfo 1-0 sobre el Real Valladolid, sumando 10 goles en la temporada y cuatro asistencias.

### Paris Saint-Germain
El 12 de agosto de 2023 se hizo oficial el traspaso al Paris Saint-Germain F. C. por 50,4 millones de euros. Debutó una semana después en un empate a uno frente al Toulouse F. C.
En su segunda temporada en París destacó en su faceta goleadora. Inició 2025 marcando el único gol de la Supercopa de Francia ante el A. S. Monaco y el 1 de febrero se convirtió en el primer jugador en la historia del club en conseguir dos tripletes en partidos consecutivos. Terminó la temporada como máximo goleador de la Ligue 1, con veintiún goles, y ayudó al equipo a ganar la Liga de Campeones de la UEFA dando dos asistencias en la final contra el Inter de Milán. Además, fue elegido mejor jugador de la competición, gracias a su actuación durante el torneo, en el que anotó ocho goles y repartió seis asistencias. Terminó la campaña 2024-25 con 37 goles y 16 asistencias entre el club y la selección, registros que le permitieron ser uno de los principales candidatos a ganar el Balón de Oro.

## Selección nacional
Ha sido internacional en las categorías inferiores (sub-17, sub-18, sub-19 y sub-21) de la selección francesa. El 1 de septiembre de 2016 debutó como internacional absoluto en un amistoso ante Italia sustituyendo a Antoine Griezmann. El 13 de junio de 2017 anotó su primer tanto en un amistoso ante Inglaterra (3-2).
Fue convocado por Didier Deschamps para disputar el Mundial de Rusia de 2018. Acabaría proclamándose campeón del torneo tras superar, el 15 de julio, a la selección de Croacia en la final. Dembélé fue titular en dos de los tres partidos de la fase de grupos, mientras que solo jugó los minutos finales de los cuartos de final ante Uruguay.

### Participaciones en Copas del Mundo
| Mundial           | Sede  | Resultado  | Partidos | Goles |
| ----------------- | ----- | ---------- | -------- | ----- |
| Copa Mundial 2018 | Rusia | Campeón    | 4        | 0     |
| Copa Mundial 2022 | Catar | Subcampeón | 7        | 0     |

### Participaciones en Eurocopas
| Copa          | Sede     | Resultado        | Partidos | Goles |
| ------------- | -------- | ---------------- | -------- | ----- |
| Eurocopa 2020 | Europa   | Octavos de final | 2        | 0     |
| Eurocopa 2024 | Alemania | Semifinales      | 5        | 0     |

## Vida privada
Es hijo de padre maliense y de madre francesa con ascendencia mauritana y senegalesa. Sigue los preceptos del Islam para su alimentación. El 16 de septiembre de 2022 se convirtió en padre de una niña.

### Comentarios contra los asiáticos
En julio de 2021, circuló por Internet un video de Dembélé y su compañero de equipo Antoine Griezmann, en el que se le oían comentarios despectivos contra los técnicos asiáticos que se encontraban en su habitación de hotel. Mientras los técnicos intentaban arreglar los problemas de la televisión de la habitación, Dembélé comentó a Griezmann en francés: "Todas estas caras feas solo para que puedas jugar al PES, ¿no te da vergüenza?". Se rio de un técnico y comentó: "¿Qué clase de lenguaje retrógrado es ese? ¿Están tecnológicamente avanzados en su país o no?". Griezmann no comentó nada y le devolvió la sonrisa a Dembélé.

## Estadísticas

### Clubes
Actualizado al último partido disputado el 13 de agosto de 2025.
| Club                              | Temporada     | Div.          | Liga  | Liga  | Liga   | Copas nacionales | Copas nacionales | Copas nacionales | Copas internacionales | Copas internacionales | Copas internacionales | Total | Total | Total  | Media goleadora |
| Club                              | Temporada     | Div.          | Part. | Goles | Asist. | Part.            | Goles            | Asist.           | Part.                 | Goles                 | Asist.                | Part. | Goles | Asist. | Media goleadora |
| --------------------------------- | ------------- | ------------- | ----- | ----- | ------ | ---------------- | ---------------- | ---------------- | --------------------- | --------------------- | --------------------- | ----- | ----- | ------ | --------------- |
| Stade Rennais F. C. Francia       | 2015-16       | 1.ª           | 26    | 12    | 5      | 3                | 0                | 0                | —                     | —                     | —                     | 29    | 12    | 5      | 0.41            |
| Stade Rennais F. C. Francia       | Total club    | Total club    | 26    | 12    | 5      | 3                | 0                | 0                | 0                     | 0                     | 0                     | 29    | 12    | 5      | 0.41            |
| Borussia Dortmund · Alemania      | 2016-17       | 1.ª           | 32    | 6     | 12     | 7                | 2                | 2                | 10                    | 2                     | 5                     | 49    | 10    | 19     | 0.20            |
| Borussia Dortmund · Alemania      | 2017-18       | 1.ª           | —     | —     | —      | 1                | 0                | 1                | —                     | —                     | —                     | 1     | 0     | 1      | 0               |
| Borussia Dortmund · Alemania      | Total club    | Total club    | 32    | 6     | 12     | 8                | 2                | 3                | 10                    | 2                     | 5                     | 50    | 10    | 20     | 0.2             |
| F. C. Barcelona · España          | 2017-18       | 1.ª           | 17    | 3     | 6      | 3                | 0                | 1                | 3                     | 1                     | 0                     | 23    | 4     | 7      | 0.17            |
| F. C. Barcelona · España          | 2018-19       | 1.ª           | 29    | 8     | 5      | 5                | 3                | 2                | 8                     | 3                     | 1                     | 42    | 14    | 8      | 0.33            |
| F. C. Barcelona · España          | 2019-20       | 1.ª           | 5     | 1     | 0      | —                | —                | —                | 4                     | 0                     | 0                     | 9     | 1     | 0      | 0.11            |
| F. C. Barcelona · España          | 2020-21       | 1.ª           | 30    | 6     | 3      | 8                | 2                | 0                | 6                     | 3                     | 2                     | 44    | 11    | 5      | 0.25            |
| F. C. Barcelona · España          | 2021-22       | 1.ª           | 21    | 1     | 13     | 2                | 1                | 0                | 9                     | 0                     | 0                     | 32    | 2     | 13     | 0.06            |
| F. C. Barcelona · España          | 2022-23       | 1.ª           | 25    | 5     | 7      | 4                | 2                | 0                | 6                     | 1                     | 2                     | 35    | 8     | 9      | 0.23            |
| F. C. Barcelona · España          | Total club    | Total club    | 127   | 24    | 34     | 22               | 8                | 3                | 36                    | 8                     | 5                     | 185   | 40    | 42     | 0.22            |
| Paris Saint-Germain F. C. Francia | 2023-24       | 1.ª           | 26    | 3     | 8      | 5                | 1                | 3                | 11                    | 2                     | 2                     | 42    | 6     | 13     | 0.14            |
| Paris Saint-Germain F. C. Francia | 2024-25       | 1.ª           | 29    | 21    | 6      | 5                | 4                | 1                | 19                    | 10                    | 7                     | 53    | 35    | 14     | 0.66            |
| Paris Saint-Germain F. C. Francia | 2025-26       | 1.ª           | 0     | 0     | 0      | 0                | 0                | 0                | 1                     | 0                     | 1                     | 1     | 0     | 1      | 0               |
| Paris Saint-Germain F. C. Francia | Total club    | Total club    | 55    | 24    | 14     | 10               | 5                | 4                | 31                    | 12                    | 10                    | 96    | 41    | 28     | 0.43            |
| Total carrera                     | Total carrera | Total carrera | 240   | 66    | 65     | 43               | 15               | 10               | 77                    | 22                    | 20                    | 360   | 103   | 95     | 0.29            |
| 1. 2. 3.                          |               |               |       |       |        |                  |                  |                  |                       |                       |                       |       |       |        |                 |

### Tripletes
| 1 | 6 de marzo de 2016   | Roazhon Park, Rennes          | Stade Rennais F. C. - F. C. Nantes |  | 4 - 1 | Ligue 1 2015-16                      |
| 2 | 29 de enero de 2025  | MHPArena, Stuttgart           | VfB Stuttgart - PSG                |  | 1 - 4 | Liga de Campeones de la UEFA 2024-25 |
| 3 | 1 de febrero de 2025 | Estadio Francis-Le Blé, Brest | Stade Brestois 29 - PSG            |  | 2 - 5 | Ligue 1 2024-25                      |

## Palmarés

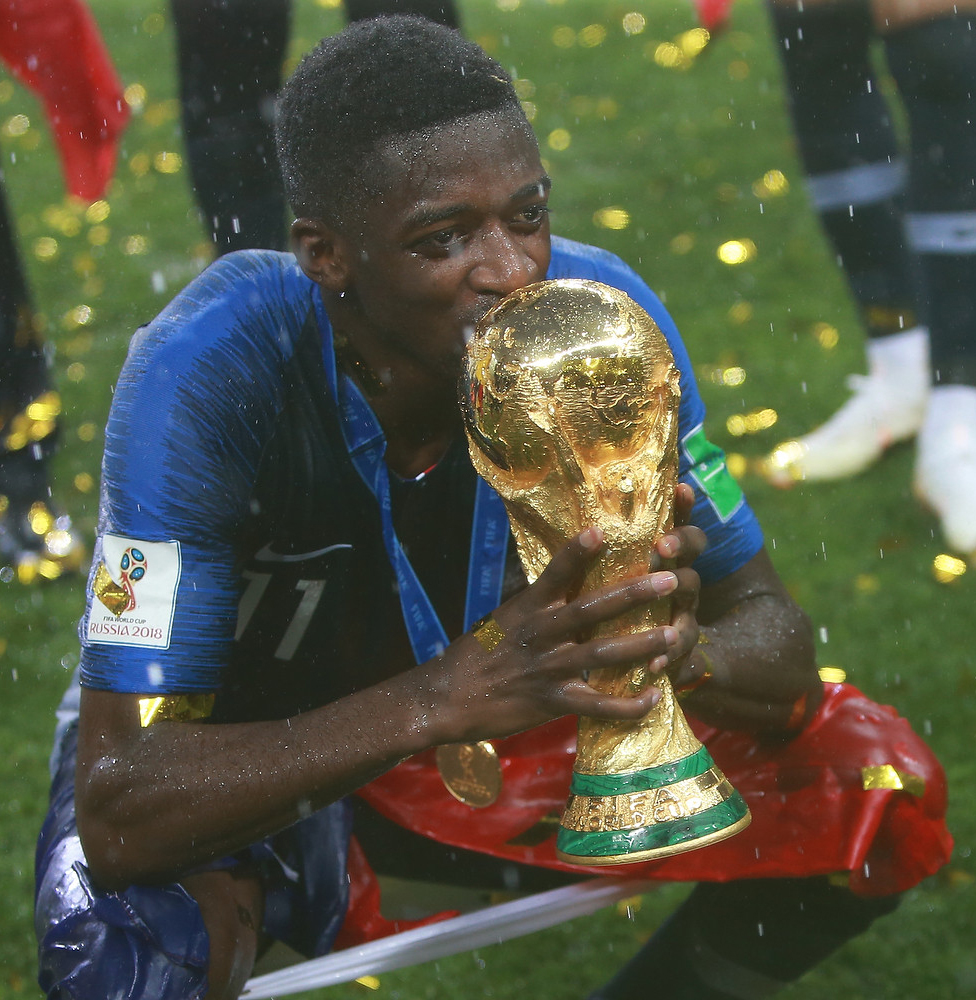
Dembélé con el trofeo de la Copa Mundial de Fútbol.

### Títulos nacionales
| Título                     | Club                      | País     | Año  |
| -------------------------- | ------------------------- | -------- | ---- |
| Copa de Alemania           | Borussia Dortmund         | Alemania | 2017 |
| Copa del Rey               | F. C. Barcelona           | España   | 2018 |
| Primera División de España | F. C. Barcelona           | España   | 2018 |
| Supercopa de España        | F. C. Barcelona           | España   | 2018 |
| Primera División de España | F. C. Barcelona           | España   | 2019 |
| Copa del Rey               | F. C. Barcelona           | España   | 2021 |
| Supercopa de España        | F. C. Barcelona           | España   | 2023 |
| Primera División de España | F. C. Barcelona           | España   | 2023 |
| Supercopa de Francia       | París Saint-Germain F. C. | Francia  | 2023 |
| Ligue 1                    | París Saint-Germain F. C. | Francia  | 2024 |
| Copa de Francia            | París Saint-Germain F. C. | Francia  | 2024 |
| Supercopa de Francia       | París Saint-Germain F. C. | Francia  | 2024 |
| Ligue 1                    | París Saint-Germain F. C. | Francia  | 2025 |
| Copa de Francia            | París Saint-Germain F. C. | Francia  | 2025 |

### Títulos internacionales
| Título                       | Club (*)                  | Sede   | Año  |
| ---------------------------- | ------------------------- | ------ | ---- |
| Copa Mundial de Fútbol       | Selección de Francia      | Rusia  | 2018 |
| Liga de Campeones de la UEFA | Paris Saint-Germain F. C. | Múnich | 2025 |
| Supercopa de la UEFA         | Paris Saint-Germain F. C. | Údine  | 2025 |

(*) Incluyendo la selección.

### Distinciones individuales
| Distinción                                       | Año     |
| ------------------------------------------------ | ------- |
| Mejor Jugador Joven del Año por la UNFP          | 2015-16 |
| Incluido en el Equipo Revelación por la UEFA     | 2015-16 |
| Equipo del Año de la Bundesliga                  | 2017    |
| Mejor Debutante de la Bundesliga                 | 2017    |
| Premio Golden Boy (2.º)                          | 2017    |
| Máximo goleador de la Ligue 1                    | 2025    |
| Mejor jugador de la Liga de Campeones de la UEFA | 2025    |
| Mejor jugador de la Supercopa de Europa          | 2025    |

### Condecoraciones
| Distinción                      | Año  | Ref.   |
| ------------------------------- | ---- | ------ |
| Caballero de la Legión de Honor | 2019 | [ 88 ] |